# Króner Martin
Króner Martin (Budapest, 1993. július 8. –) magyar labdarúgó. Jelenleg a Soroksár SC játékosa.

## Pályafutása

### Debrecen
A ballábas, tehetséges védő mindössze 19 éves volt amikor 2013. április 18-án négyéves szerződést írt alá a Debreceni VSC-hez. Azért hagyta el klubját, mert az MLSZ elsőfokú licencadó bizottsága visszavonta a Vác licencét, ugyanis a klub nem pótolta a korábban tapasztalt hiányosságokat, majd a fegyelmi bizottság kizárta az NB II-ből a csapatot, mivel három bajnoki mérkőzésre nem állt ki. A Vác játékosai ekkor szabadon igazolhatóvá váltak, így Króner Martin szezon közben is klubot válthatott. A Loki megkereste és leigazolta. Kezdetben a fiókcsapatban, a Létavértesben játszott, majd 2013 nyarán a DVSC első keretéhez csatlakozott.

#### 2013
2013 májusában beválogatták az U21-es nemzeti válogatottba és pályára is lépett a Kecskemét FC elleni edzőmérkőzésen.
2013 nyarán csatlakozott a DVSC felnőtt csapatához, ősszel pedig már Ligakupa mérkőzésen pályára is lépett és gólt is szerzett.

#### 2014
2014 februárjában ismét meghívót kapott az U21-es nemzeti válogatottba. A 2013–2014-es szezonban a DVSC–DEAC együttesében a harmadosztályban 20 találkozón 2 gólt szerzett és pályára lépett a Debreceni VSC első csapatával is 10 Magyar Ligakupa (1 gól) és 3 Magyar Kupa (1 gól) mérkőzésen is. 2014. június 24-én 1 évre kölcsönbe adták a Zalaegerszegi TE NB II-es csapatához.

## Statisztika

### Klub teljesítmény
| Klub              | Szezon | NB I | NB I | NB II | NB II | NB III | NB III | Magyar kupa | Magyar kupa | Ligakupa | Ligakupa | Európa-liga | Európa-liga | Összesen | Összesen |
| Klub              | Szezon | Mérk | Gól  | Mérk  | Gól   | Mérk   | Gól    | Mérk        | Gól         | Mérk     | Gól      | Mérk        | Gól         | Mérk     | Gól      |
| ----------------- | ------ | ---- | ---- | ----- | ----- | ------ | ------ | ----------- | ----------- | -------- | -------- | ----------- | ----------- | -------- | -------- |
| Vác FC            |        |      |      |       |       |        |        |             |             |          |          |             |             |          |          |
| 2009–10           | –      | –    | 06   | 0     | –     | –      | 02     | 0           | –           | –        | –        | –           | 08          | 0        |          |
| 2010–11           | –      | –    | 07   | 0     | –     | –      | –      | –           | –           | –        | –        | –           | 07          | 0        |          |
| 2011–12           | –      | –    | 27   | 0     | –     | –      | 02     | 0           | –           | –        | –        | –           | 029         | 0        |          |
| 2012–13           | –      | –    | 15   | 0     | –     | –      | 06     | 0           | –           | –        | –        | –           | 021         | 0        |          |
| Összesen          | –      | –    | 55   | 0     | –     | –      | 10     | 0           | –           | –        | –        | –           | 065         | 0        |          |
| Létavértes '97 FC |        |      |      |       |       |        |        |             |             |          |          |             |             |          |          |
| 2013 (tavasz)     | –      | –    | –    | –     | 08    | 0      | –      | –           | –           | –        | –        | –           | 08          | 0        |          |
| Összesen          | –      | –    | –    | –     | 08    | 0      | –      | –           | –           | –        | –        | –           | 08          | 0        |          |
| DVSC–DEAC         |        |      |      |       |       |        |        |             |             |          |          |             |             |          |          |
| 2013–14           | –      | –    | –    | –     | 20    | 2      | –      | –           | –           | –        | –        | –           | 020         | 2        |          |
| Összesen          | –      | –    | –    | –     | 20    | 2      | –      | –           | –           | –        | –        | –           | 020         | 2        |          |
| Debreceni VSC     |        |      |      |       |       |        |        |             |             |          |          |             |             |          |          |
| 2013–14           | –      | –    | –    | –     | –     | –      | 03     | 1           | 10          | 1        | –        | –           | 013         | 2        |          |
| Összesen          | –      | –    | –    | –     | –     | –      | 03     | 1           | 10          | 1        | –        | –           | 013         | 2        |          |
| Zalaegerszegi TE  |        |      |      |       |       |        |        |             |             |          |          |             |             |          |          |
| 2014–15           | –      | –    | 0    | 0     | –     | –      | –      | –           | –           | –        | –        | –           | –           | –        |          |
| Összesen          | –      | –    | 0    | 0     | –     | –      | –      | –           | –           | –        | –        | –           | –           | –        |          |
| Karrier összesen  |        | –    | –    | 55    | 0     | 28     | 2      | 13          | 1           | 10       | 1        | –           | –           | 106      | 4        |

(A statisztikák 2014. június 1-je szerintiek.)